# Sara Velasco Gutiérrez
Sara Velasco Gutiérrez (13 de septiembre de 1945 -) es una escritora mexicana, investigadora literaria, bibliotecaria y exmaestra de escuela primaria y escuela secundaria.

## Biografía
Sara Velasco nació en Guadalajara, Jalisco, México, el 13 de septiembre de 1945. Sus padres fueron María Trinidad Gutiérrez Magaña, de Ciudad Guzmán, Jalisco, y Joaquín Velasco Saldívar, del pueblo de Tabasco, en el estado de Zacatecas.
Estudió para ser maestra de escuela primaria, en la Escuela Normal de Jalisco, donde concluyó sus estudios en 1963, y obtuvo su cédula profesional No. 113952 en 1965.
Sara Velasco no pudo encontrar empleo de maestra en Guadalajara, y se mudó a la Ciudad de México, pero antes fue a despedirse de sus profesores en la Facultad de Filosofía y Letras de la Universidad de Guadalajara, Adalberto Navarro Sánchez y Arturo Rivas Sainz. Al regresar a Guadalajara, se reinscribió en la Facultad arriba mencionada, y además obtuvo un trabajo para impartir clases en la Escuela Preparatoria No. 3. Pocos años después estudió periodismo en la Universidad Femenina de Guadalajara.
En el decenio de 1960, redactó cerca de 400 fichas biobibliográficas de escritores nacidos o residentes en Jalisco, desde el siglo XIX hasta 1965, incluyendo aquellos que vivían en ese tiempo, cuando ella estaba dedicaba a realizar la tarea que se había autoimpuesto. La Universidad de Guadalajara, debido a la gran extensión del texto redactado por Sara, dividió la obra en dos volúmenes. El primero requirió de tres años para ser publicado, y el segundo, otros tres. La manera de redactar fue hacerlo al estilo de los libros de secundaria: brevísima biografía y selección de fragmentos. El título fue sugerido por uno de sus profesores, Adalberto Navarro Sánchez: Escritores de Jalisco.
Durante una de sus conferencias, dijo que en lo que respecta al siglo XIX, pudo encontrar en archivos, hemerotecas y bibliotecas, textos, poemas, datos e información biobibliográfica acerca de solamente cuatro escritoras jaliscienses: 
Isabel Prieto de Landázuri, Esther Tapia de Castellanos, Antonia Vallejo, y Refugio Barragán de Toscano.
En sus intervenciones como bibliotecaria, además de ocupar ese cargo en la Red Estatal de Bibliotecas Públicas de Jalisco, Sara Velasco dicta conferencias sobre el tema. Por ejemplo, el 21 de julio de 2004, dio una conferencia sobre la importancia del trabajo de los bibliotecarios.
A lo largo de los años ha creado la Biblioteca de Autores Jaliscienses, actualmente albergada en la Biblioteca Central del Estado de Jalisco "Profesor Ramón García Ruiz". Es miembro numeraria de la Sociedad Mexicana de Geografía y Estadística, Capítulo Jalisco, de la Asociación de Cronistas Municipales de Jalisco, y de la Asociación Mexicana de Bibliotecarios.

## Obras
- Escritores jaliscienses, Universidad de Guadalajara, Guadalajara, 1982[7]
- Algunos escritores jaliscienses olvidados, La Zonámbula, Guadalajara[8]
- Retrocediendo sobre mis pasos. Episodios autobiográficos, Universidad de Guadalajara / Sociedad de Ciencias Naturales de Jalisco, A.C. / Editorial Ágata / El Informador, Guadalajara, 2005[9]
- Muestrario de letras en Jalisco, Vol. 6, Impre-Jal, Guadalajara, 2007[10]
- Bajo el purísimo cielo de Jalisco: cuatro escritoras del siglo XIX, Secretaría de Cultura del Gobierno de Jalisco, Guadalajara, 2015[11] ISBN 9786077340416
- Los peculiares libros de Álvaro Leonor Ochoa, (compiladora) Secretaría de Cultura del Gobierno de Jalisco, Guadalajara, 2017[12] ISBN 9786077341222 OCLC 1108320421